# Campionati giapponesi di ski cross 2025
I Campionati giapponesi di ski cross 2025 si sono svolti a Yuzawamachi il 29 marzo. Il programma ha incluso sia la gara femminile che la gara maschile. 
Trattandosi di competizioni valide anche ai fini del punteggio FIS, vi hanno partecipato anche sciatori di altre federazioni, senza che questo consentisse loro di concorrere al titolo nazionale giapponese.

## Risultati

### Uomini
| Pos. | Atleta             | Nazione  |
| ---- | ------------------ | -------- |
| 1    | Yamato Asakawa     | Giappone |
| 2    | Jinichiro Ishinaka | Giappone |
| 3    | Aso Suzuki         | Giappone |
| 4    | Yukimasa Kizawa    | Giappone |

### Donne
| Pos. | Atleta            | Nazione   |
| ---- | ----------------- | --------- |
| 1    | Letitia Murphy    | Australia |
| 2    | Sakurako Mukogawa | Giappone  |
| 3    | Hana Kiyota       | Giappone  |
| 4    | Shizuku Matsuo    | Giappone  |
| 5    | Ellie Coomber     | Australia |
| 6    | Charlotte Coomber | Australia |
| 7    | Ayami Morita      | Giappone  |